# غريغ شيلدز
غريغ شيلدز (بالإنجليزية: Greg Shields)‏ (21 أغسطس 1976 في المملكة المتحدة - ) هو لاعب كرة قدم بريطاني في مركز الدفاع. شارك مع منتخب اسكتلندا تحت 21 سنة لكرة القدم. أما مع النوادي، فقد لعب مع تشارلتون أثلتيك ودونفرملين أثلتيك ونادي بارتيك ثيسل ونادي رينجرز ونادي كيلمارنوك ونادي والسول ونادي شمال كارولاينا.

## وصلات خارجية
- غريغ شيلدز على موقع قاعدة بيانات كرة القدم.إي يو (الإنجليزية)
- غريغ شيلدز على موقع Soccerbase.com (لاعب) (الإنجليزية)
- غريغ شيلدز على موقع Soccerway.com (الإنجليزية)
- غريغ شيلدز على موقع عالم كرة القدم.نت (الإنجليزية)